# Distrito electoral de Medicine
Medicine (en inglés: Medicine Precinct) es un distrito electoral ubicado en el condado de Lincoln en el estado estadounidense de Nebraska. En el Censo de 2010 tenía una población de 322 habitantes y una densidad poblacional de 0,65 personas por km².

## Geografía
Medicine se encuentra ubicado en las coordenadas 40°47′47″N 100°43′32″O / 40.79639, -100.72556. Según la Oficina del Censo de los Estados Unidos, Medicine tiene una superficie total de 498.52 km², de la cual 497.82 km² corresponden a tierra firme y (0.14%) 0.69 km² es agua.

## Demografía
Según el censo de 2010, había 322 personas residiendo en Medicine. La densidad de población era de 0,65 hab./km². De los 322 habitantes, Medicine estaba compuesto por el 91.3% blancos, el 0.31% eran afroamericanos, el 0.31% eran amerindios, el 1.24% eran asiáticos, el 0% eran isleños del Pacífico, el 4.35% eran de otras razas y el 2.48% pertenecían a dos o más razas. Del total de la población el 5.28% eran hispanos o latinos de cualquier raza.